# Смолянська Олександра Пилипівна
Смолянська Олександра Пилипівна (30 травня 1901, Симбірськ (нині Ульяновськ, РФ) – 9 березня 1996) – директор вечірнього виробничого медичного інституту (1933) та стаціонарного державного медичного інституту (1934–1937) у Вінниці.

## Життєпис
У 1926 р. О. П. Смолянська вступила на робітничий факультет Одеського медичного інституту. У 1929 р. навчання поєднувала з роботою на посаді директора науково-дослідного інституту охорони материнства та дитинства в Одесі. Диплом медика отримала у 1931 р. 
У 1933 р. її було призначено директором Вінницького вечірнього виробничого медичного інституту, на базі якого, у 1934 р., створено стаціонарний Вінницький медичний інститут. Одночасно працювала і директором лікарні ім. М. І. Пирогова.
З перших днів роботи інституту О. П. Смолянська багато доклала зусиль щодо формування студентського контингенту, організації роботи викладацького складу та створення матеріально-технічної бази закладу. Було розпочато будівництво морфологічного корпусу, терапевтичної клініки, житлового будинку для професорів, двох нових гуртожитків.
Після арешту її чоловіка, заступника голови облвиконкому, Смолянська була звільнена з роботи. 3 жовтня 1937 р. засуджена до восьми років виправно-трудових робіт як член сім’ї зрадника батьківщини. Покарання відбувала в Акмолінському відділенні Карагандинського виправно-трудового табору НКВС суворого режиму в с. Долинське Казахської РСР. Спочатку працювала формувальницею цегли, а пізніше в санчастині завідувачем інфекційного відділення, лікарем та головним лікарем лікарні для ув’язнених та вільнонайманого складу. 2 лютого 1944 р. за високі виробничі показники і відмінну поведінку була умовно-достроково звільнена з-під варти. Після відбування покарання переїхала до Тули, де в той час мешкала її донька Тамара і родичі чоловіка. Там вона працювала завідуючою терапевтичним відділенням третьої міської поліклініки та одночасно лікарем-консультантом Центрального міського пологового будинку Тули.
У 1957 р. О. П. Смолянській було присвоєно почесне звання Заслуженого лікаря РРФСР. Рішенням Тульського міського виконкому від 29 квітня 1968 р. стала Почесною громадянкою м. Тули.
29 грудня 1955 р. О. П. Смолянську було реабілітовано.
Померла Олександра Пилипівна 9 березня 1996 р.